# 薩摩斯州
薩摩斯州（希臘語：Νομός Σάμου）是希臘北愛琴大區的一個旧州，位於愛琴海東岸，與土耳其相望。包括薩摩斯島、伊卡里亚岛和富爾尼群島。面積778平方公里，2001年人口44,144人。首府瓦西在薩摩斯島。
下分8市。
在2011年卡利克拉提斯改革方案中，希腊所有州份被取消。萨摩斯州拆分为萨摩斯专区和伊卡里亚专区。